# أحمد معلا
 أحمد معلا (1958 -) هو فنان تشكيلي سوري.

## حياته ونشأته
ولد في بانياس عام 1958، وتخرج من كلية الفنون الجميلة في دمشق / قسم الاتصالات البصرية، عام 1981، حصل على دبلوم المدرسة الوطنية العليا للفنون الزخرفية في باريس عام 1987، درّس في كلية الفنون الجميلة بدمشق 1989 - 1996.
عمل في مجال التصميم الغرافيكي والملصقات وأغلفة الكتب ومتفرغ حالياً للعمل الفني. أعماله مقتناة من قبل وزارة الثقافة السورية وضمن مجموعات خاصة.

## أعماله[6]

### معارض
- 1988- سوريا أحمد معلا - صالة أورنينا - دمشق.
- 1990- تجارب - صالة بلاد الشام - دمشق.
- 1990- تجارب - صالة بلاد الشام - حلب.
- 1992- تجارب - صالة أتاسي - حمص.
- 1992- تجارب - صالة إيمار - اللاذقية.
- 1993- تجارب لونية - المركز الثقافي الفرنسي - دمشق.
- 1994- تجارب لونية - المركزي الثقافي الفرنسي - دمشق.
- 1994- ميرو بثلاثة أبعاد - المركز الثقافي الفرنسي - دمشق.
- 1995- ميرو بثلاثة أبعاد - المركز الثقافي الفرنسي - دمشق.
- 1996- بقايا احتراقات إنسان - مقهى البرازيل - دمشق.
- 1996- رسوم كتاب رأس المملوك جابر - اليونسكو - باريس.
- 1998-معرض تجارب خاصة – غاليري (غرين آرت) دبي 1998
- 1998-معرض تحية إلى سعد الله ونوس – غاليري الأتاسي – دمشق 1997 ومتحف البحرين الوطني 1998
- 1999-معرض تجارب خاصة – المعهد العلمي الفرنسي –دمشق 1999
- 2001-صالة المجلس الوطني للثقافة والفنون والآداب – الكويت 2001
- 2004-دليل المواطنة- معرض وكتاب مع الناقد د. حسان عباس - معهد غوته دمشق 2004
- 2007-معرض شخصي - إسطنبول - غاليري ارتيست 2007
- 2007-معرض شخصي - البحرين - صالة الرواق 2007
- 2007-معرض تحية إلى أنطون المقدسي وأنطون الجَمال - غاليري آرت هاوس - دمشق 2007
- 2008-معرض شرق أحمد معلا – غاليري سلطان – الكويت 2008
- 2009-معرض شخصي – غرين آرت غاليري – دبي 2009
- 2009- معرض 4x4=52 آرت هاوس- دمشق
- 2010- معرض ارتياب. ألمانيا. براونشفايغ
- 2010-أحمد معلا -اليونان- اثينا Eleftherias Park Arts
- 2011-نصوص شعرية. غاليري مارك هاشم - بيروت

### معارض مشتركة
- 1990-1994- معارض أساتذة كلية الفنون الجميلة.
- 1993- جماعة (4+5) - صالة عشتار والقاعة الزجاجية - بيروت.
- 1994- خمسة فنانين شباب من سورية - أتيليه القاهرة - القاهرة.
- 1995- فنانو العالم - معرض عالمي متجول في عدة عواصم.
- 1995- بينالي الشارقة.
- 1996- بينالي القاهرة الدولي.
- 1996 مشاركة في الندوة النقدية التجريبية حول تجربة (كوم غراب) في القاهرة القديمة

بدعوة من الجمعية العالمية للنقد ((الآيكا))
- 2001 معرض الفن السوري المعاصر – باريس – معهد العالم العربي
- 2002 معرض مجموعة كندة نظرة في الفن العربي المعاصر - باريس - معهد العالم العربي
- 2001معرض حتى الحرب لها حدود – الصليب الأحمر الدولي – دمشق
- 2002 معرض النساء والحرب الصليب الأحمر الدولي – دمشق – جنيف
- 2007 ستيريا تستقبل سوريا - معرض ووورك شوب - نو غاليري-غراتس- النمسا
- 2008 ماوراء الكلمات – غاليري كاشيا هيلدربراند – زيورخ – سويسرا
- 2008 الفن المعاصر السوري – غاليري سوق واقف – قطر –
- 2008 إحياء الذاكرة التشكيلية في سورية 3 – دمشق – سورية -
- 2009 معرض الإشارات – غاليري ساندرام طاغور – أميركا نيويورك
- 2009 معرض أفق جديد – تركيا – إسطنبول
- له فكرة مسابقة ملصق معرض دمشق الدولي
- فكرة مسابقة بطاقات يا نصيب معرض دمشق الدولي
- فكرة تصوير البحر الأبيض المتوسط

## مسيرته
مصمم غرافيكي وخطاط، له مجموعة كبيرة من الملصقات وأغلفة الكتب وتصميم المطبوعات والحملات الدعائية
مصمم سينوغرافيا لمجموعة من أعمال المسرح القومي
مصمم هندسة مناظر وديكور لمجموعة من الأعمال السينمائية والتلفزيونية
سينوغرافيا أوبرا ابن سينا - قطر 2003
عمل سمعي بصري بالتعاون مع رعد خلف 2004
سينوغرافيا مسلسل العوسج – الموت القادم إلى الشرق الكواسر لنجدة أنزور
مسلسل الزير سالم لحاتم علي
مسلسل سر النوار لفيصل الزعبي
في المسرح تصميم إضاءة مسرحية رجل برجل لفايز قزق
سينوغرافيا مسرحية أصوات الأعماق لحسن عويتي
سينوغرافيا العشاء الأخير لبسام كوسا
سينوغرافيا مسرحية ليلة عيد ميلاد طويل لسامر عمران
سينوغرافيا مسرحية كهرب لباسل قهار
سينوغرافيا مسرحية العنب الحامض لأكرم خزام
سينوغرافيا مسرحية العميان لحسن عويتي
سينوغرافيا فيلم ليلى والذئاب إخراج هيني سرور 1980
مصمم الأنف الشهير لفيلم رسائل شفهية إخراج عبد اللطيف عبد الحميد
مصمم مناظر فيلم ما يطلبه المستمعون إخراج عبد اللطيف عبد الحميد
مصمم مناظر لفيلم تحت السقف لنضال الدبس
مصمم مناظر لفيلم صندوق الدنيا لأسامة محمد
مدير فني لفيلم سنوات الظلم لنجدة أنزور 2008
له مساهمات أدبية ونقدية في العديد من الدوريات العربية
صدرت له دراستين عن الدعاية الغربية الموجهة للبلاد العربية وعن دور الدعاية في الفن الغربي

## جوائز
- 1988- الجائزة الأولى في مسابقة مدينة كيل - ألمانيا.
- 1988- جائزة أفضل ملصق تاريخي - ميونيخ - ألمانيا.
- 1999- الجائزة الكبرى في بيينالي اللاذقية.
- 2007 جائزة البردة – المركز الأول – فئة الخط العربي الحديث – الدورة الخامسة - أبوظبي – الإمارات العربية المتحدة -

## أطلع أيضا
- أكثم عبد الحميد
- إلياس الزيات
- جاك وردة
- بسيم الريس